# Centralna Komisja Żeglugi na Renie
Centralna Komisja Żeglugi na Renie (ang. Central Commission for the Navigation of the Rhine, fr. Commission Centrale pour la Navigation du Rhin, niem. Zentral Kommission für die Rheinschiffahrt). CCNR – organizacja międzynarodowa utworzona w 1815 r. na mocy postanowień kongresu wiedeńskiego (tzw. Akt końcowy, art. 108-117). Celem organizacji było zapewnienie przestrzegania prawa wolności żeglugi na Renie, dbanie o jej bezpieczeństwo jak i rozwój, rozstrzyganie sporów pomiędzy państwami oraz koordynowanie prac hydrotechnicznych. Jej siedzibą jest Strasburg.

## Geneza
Już 24 października 1648 roku układ w Münster (pokój westfalski) wprowadzał wolność żeglugi po Renie, likwidację ceł tranzytowych i opłat lokalnych, jednak jego postanowienie nie były respektowane przez władców i miasta nadreńskie. Podczas rewolucji francuskiej w 1792 roku został wydany dekret, stanowiący, iż żaden naród nie może sobie zastrzec wyłączności korzystania z Renu. 31 marca 1831 roku w Moguncji podpisana została konwencja w sprawie regulaminu żeglugi po Renie, na mocy której działalność rozpoczęła Komisja, jednak wbrew postanowieniom kongresu wiedeńskiego ustanawiała ona wolność żeglugi po rzece wyłącznie dla państw nadbrzeżnych. Członkami konwencji były wszystkie państwa nadbrzeżne z wyjątkiem Szwajcarii. Obecnie CCNR funkcjonuje na podstawie podpisanej 17 października 1868 konwencji z Mannheim, zmodyfikowanej przez traktat wersalski (art. 354-362) z 28 VI 1919, porozumieniem z października 1945 i lutego 1950 oraz konwencją z 20 XI 1963 roku ze Strasburga. W ramach konwencji z Mannheim ustanowiona została wolność żeglugi po Renie dla wszystkich państw bez wyjątku. W konsekwencji wojny francusko-pruskiej z 1871 roku Francja przestała być członkiem Komisji, przez co w jej szeregach pozostały wyłącznie państwa niemieckie i Holandia. W 1919 pierwszy raz w historii organizacji w jej skład weszły państwa nie leżące nad Renem, Wielka Brytania i Włochy. W 1936 roku Niemcy wycofały się z CCNR oraz wypowiedziały wszelkie traktaty dotyczące dróg wodnych na ich terytorium. W tym samym roku Włochy przestały brać udział w posiedzeniach komisji, a w listopadzie 1938 całkowicie wystąpiły z CCNR. Na okres II Wojny Światowej organizacja została zawieszona.
Reaktywacja Komisji nastąpiła w październiku 1945 roku. Początkowo miejsce Niemiec zajęły państwa okupacyjne, dopiero w 1950 roku RFN uzyskało prawo posiadania własnego przedstawiciela. Stany Zjednoczone wycofały się z organizacji dopiero w 1964 roku. Kolejne statutowe poprawki wprowadzone zostały w 1963 roku w Strasburgu, wszystkie konwencje zostają zintegrowane w jednolitą postać Zrewidowanej Konwencji o Żegludze na Renie. Od tej pory stanowisko przewodniczącego sprawowane jest przez państwa członkowskie w kolejności alfabetycznej.

## Organy
Podstawowym organem CCNR jest Sesja plenarna, zbierająca się 3–4 razy do roku. W jej skład wchodzą przedstawiciele krajów członkowskich (po jednym na każde państwo). Podjęcie decyzji wymaga absolutnej większości głosów, jednak są one wiążące jedynie dla państw, które zaakceptowały owe decyzje (w praktyce oznacza to jednomyślne podejmowanie decyzji). Działają również powoływane przez Sesje zależnie od potrzeb Komitety wyspecjalizowane oraz Grupy Ekspertów.
Organy, Komisje i Grupy Ekspertów Centralnej Komisja Żeglugi na Renie:
- Sekretariat – organ reprezentujący CCNR w innych organizacjach międzynarodowych, centralny urząd administracyjny zajmujący się bezpieczeństwem socjalnym członków załóg reńskich, w jego skład wchodzi 18 osób w tym trzech funkcjonariuszy międzynarodowych.
- Izba Apelacyjna – powołana przez sesje w 1967 roku składająca się z 5 sędziów i 5 zastępców
- Centralne Biuro Administracyjne ds. bezpieczeństwa socjalnego załóg reńskich
- Komitet Główny
- Komitet Budżetowy
  - Podkomitet ds. administracyjnych
- Komitet Prawny
- Komitet Ekonomiczny
  - Grupa informacji statystycznej
- Komitet ds. socjalnych, zatrudnienia oraz wyszkolenia
  - Grupa robocza ds. patentów i licencji oraz regulacji pracowniczych
- Stały Komitet Techniczny
  - Stała grupa robocza ds. technicznych
- Komitet ds. utylizacji odpadów oraz ochrony środowiska
  - Grupa robocza ds. procedur utylizacji odpadów
- Komitet Policyjny
  - Ograniczony Komitet ds. żeglugi (wspólny podkomitet komitetu policyjnego oraz komitet inspekcji promów pasażerskich)
  - Grupa Robocza ds. regulacji policyjnych
- Komitet Inspekcji Promów Pasażerskich
  - Ograniczony Komitet ds. żeglugi (wspólny podkomitet komitet inspekcji promów pasażerskich oraz komitetu policyjnego)
  - Grupa Robocza ds. inspekcji
- Komitet ds. transportu towarów niebezpiecznych
  - Grupa Robocza ds. transportu towarów niebezpiecznych

## Cele i działalności

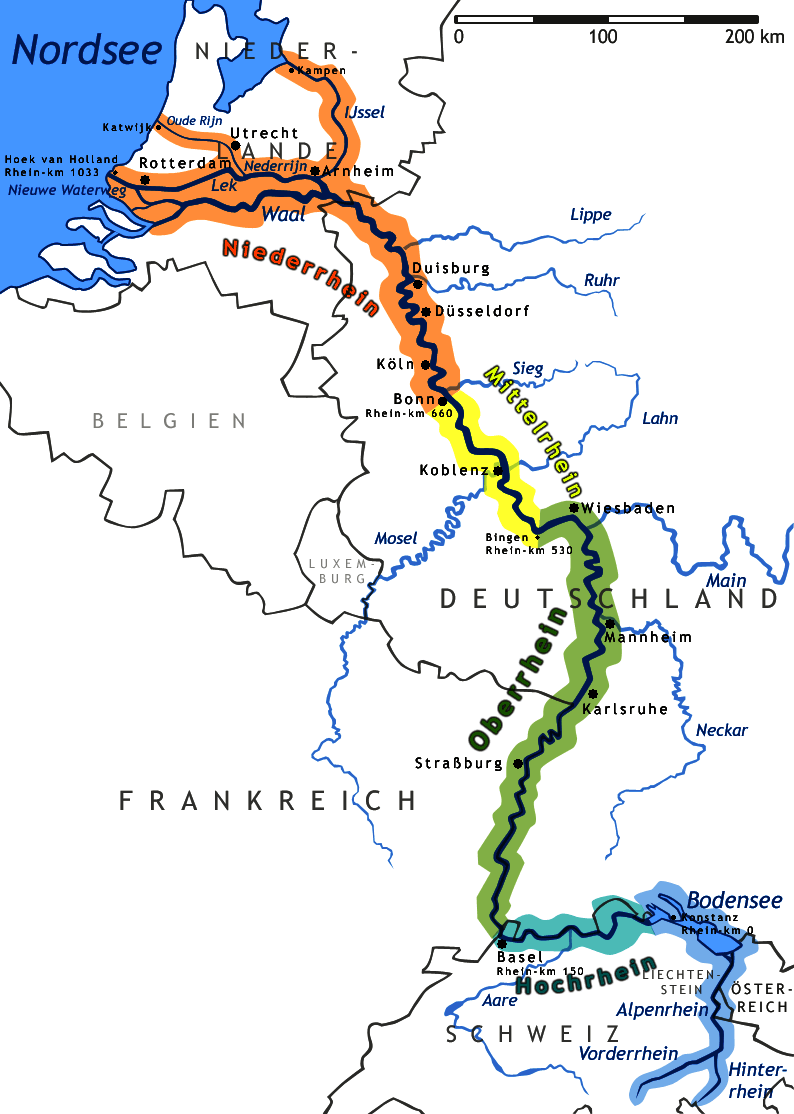
Ren

Zadaniem Komisji jest zagwarantowanie i nadzorowanie przestrzegania wolności żeglugi, przewozu towarów, jednakowego traktowania statków handlowych wszystkich państw, utrzymanie drogi wodnej na Renie, ochrony środowiska ekologicznego rzeki, ustanawianie jednolitych przepisów regulujących żeglugę po Renie jak i koordynowanie związanej z nią polityki oraz zapewnienie bezpieczeństwa socjalnego dla pracowników żeglugi reńskiej.
CCNR bada i opiniuje projekty prac złożonych przez państwa członkowskie dotyczące umacniania brzegów rzeki, budowy tam, mostów, elektrowni wodnych itp. Zajmuje się również rozstrzyganiem sporów pomiędzy państwami członkowskimi o charakterze prawnym, finansowym i celnym. Komisja, a dokładniej Izba Apelacyjna pełni funkcje instancji odwoławczej od decyzji sądów krajowych państw członkowskich wobec żeglugi po rzece. CCNR w trakcie swojego istnienia wypracowała i wprowadziła w życie wiele norm prawnych regulujących podstawowe zasady żeglugi po rzece, m.in.: przepisy o przewozie materiałów łatwopalnych, żrących i trujących (1900), regulamin atestów dla statków i tratew (1947), przepisy ułatwiające odprawę celną (1950), przepisy policyjne żeglugi na Renie (1954), regulamin wydawania patentów żeglarskich (1956). CCNR doprowadziła do ujednolicenie i uproszczenia przepisów celnych pomiędzy państwami członkowskimi(oczywiście wyłącznie w stosunku do rzeki). Komisja niejednokrotnie zmuszona była do podejmowania kroków mających na celu zapobieżenie walce pomiędzy armatorami reńskimi, czego efektem były m.in. konwencja frachtowa z Duisburga(1951), konwencja szwajcarska z Rheinfeld (1954), konwencja ze Strasburga (1955), konwencja zbożowa (1955). Działalność organizacji finansowana jest z jednakowych składek państw członkowskich.
Komisja współpracuje również z innymi organizacja międzynarodowymi, jednak wyłącznie na temat zagadnień dotyczących żeglugi śródlądowej. Do grupy tych organizacji należą: Wspólnoty europejskie (Dyrekcja ds. Transportu), Europejska Komisja Gospodarcza Narodów Zjednoczonych, Europejska Komisja Ministrów Transportu, Międzynarodowa Agencja Energii Atomowej, Międzynarodowa Organizacja Pracy. CCNR współpracuje również z organizacjami pozarządowymi takimi jak: Rejestr Statków na Renie oraz Stowarzyszenie Firm Zaangażowanych w żeglugę po Renie.